# Selección de balonmano de Egipto
La selección de balonmano de Egipto es el equipo formado por jugadores de nacionalidad egipcia que representa a la Federación Egipcia de Balonmano en las competiciones internacionales organizadas por la Federación Internacional de Balonmano (IHF) o el Comité Olímpico Internacional (COI). Tiene en sus vitrinas cinco campeonatos de África, conquistados en 1991, 1992, 2000, 2004 y 2008. Además tiene el honor de haber sido la primera selección no europea en clasificarse para las semifinales de un Campeonato del Mundo y la única selección no europea en conquistar el Campeonato del Mundo júnior tras su título conseguido en 1993.

## Historial

### Juegos Olímpicos
- 1936 - No participó
- 1972 - No participó
- 1976 - No participó
- 1980 - No participó
- 1984 - No participó
- 1988 - No participó
- 1992 - 11.ª plaza
- 1996 - 6.ª plaza
- 2000 - 6.ª plaza
- 2004 - 12.ª plaza
- 2008 - 10.ª plaza
- 2012 - No participó
- 2016 - 9.ª plaza
- 2020 - 4.ª plaza

### Campeonato del Mundo
| Fase final | Fase final       | Fase final   | Fase final   | Fase final   | Fase final   | Fase final   | Fase final   | Fase final   |                                          | Fase de clasificación                    | Fase de clasificación                    | Fase de clasificación                    | Fase de clasificación                    | Fase de clasificación                    | Fase de clasificación                    | Fase de clasificación              |
| Año        | Fase             | Pos          | J            | G            | E            | P            | GF           | GC           | Competición                              | J                                        | G                                        | E                                        | P                                        | GF                                       | GC                                       |                                    |
| ---------- | ---------------- | ------------ | ------------ | ------------ | ------------ | ------------ | ------------ | ------------ | ---------------------------------------- | ---------------------------------------- | ---------------------------------------- | ---------------------------------------- | ---------------------------------------- | ---------------------------------------- | ---------------------------------------- | ---------------------------------- |
| 1938       | No participó     | No participó | No participó | No participó | No participó | No participó | No participó | No participó | No participó                             | No hubo                                  | No hubo                                  | No hubo                                  | No hubo                                  | No hubo                                  | No hubo                                  | No hubo                            |
| 1954       | No participó     | No participó | No participó | No participó | No participó | No participó | No participó | No participó | No participó                             | No participó                             | No participó                             | No participó                             | No participó                             | No participó                             | No participó                             | No participó                       |
| 1958       | No participó     | No participó | No participó | No participó | No participó | No participó | No participó | No participó | No participó                             | No hubo                                  | No hubo                                  | No hubo                                  | No hubo                                  | No hubo                                  | No hubo                                  | No hubo                            |
| 1961       | No participó     | No participó | No participó | No participó | No participó | No participó | No participó | No participó | No participó                             | No participó                             | No participó                             | No participó                             | No participó                             | No participó                             | No participó                             | No participó                       |
| 1964       | Fase de grupos   | 15.ª         | 3            | 0            | 0            | 3            | 28           | 58           | Eliminatoria                             | 1                                        | 1                                        | 0                                        | 0                                        | 40                                       | 16                                       |                                    |
| 1967       | No clasificó     | No clasificó | No clasificó | No clasificó | No clasificó | No clasificó | No clasificó | No clasificó | No clasificó                             | Sin datos                                | Sin datos                                | Sin datos                                | Sin datos                                | Sin datos                                | Sin datos                                | Sin datos                          |
| 1970       | No participó     | No participó | No participó | No participó | No participó | No participó | No participó | No participó | No participó                             | No participó                             | No participó                             | No participó                             | No participó                             | No participó                             | No participó                             | No participó                       |
| 1974       | No clasificó     | No clasificó | No clasificó | No clasificó | No clasificó | No clasificó | No clasificó | No clasificó | No clasificó                             | Se retiró                                | Se retiró                                | Se retiró                                | Se retiró                                | Se retiró                                | Se retiró                                | Se retiró                          |
| 1978       | No clasificó     | No clasificó | No clasificó | No clasificó | No clasificó | No clasificó | No clasificó | No clasificó | No clasificó                             | Sin datos                                | Sin datos                                | Sin datos                                | Sin datos                                | Sin datos                                | Sin datos                                | Sin datos                          |
| 1982       | No clasificó     | No clasificó | No clasificó | No clasificó | No clasificó | No clasificó | No clasificó | No clasificó | No clasificó                             | 4.ª en el Campeonato Africano 1981       | 4.ª en el Campeonato Africano 1981       | 4.ª en el Campeonato Africano 1981       | 4.ª en el Campeonato Africano 1981       | 4.ª en el Campeonato Africano 1981       | 4.ª en el Campeonato Africano 1981       | 4.ª en el Campeonato Africano 1981 |
| 1986       | No clasificó     | No clasificó | No clasificó | No clasificó | No clasificó | No clasificó | No clasificó | No clasificó | No clasificó                             | 4.ª en el Campeonato Africano 1985       | 4.ª en el Campeonato Africano 1985       | 4.ª en el Campeonato Africano 1985       | 4.ª en el Campeonato Africano 1985       | 4.ª en el Campeonato Africano 1985       | 4.ª en el Campeonato Africano 1985       | 4.ª en el Campeonato Africano 1985 |
| 1990       | No clasificó     | No clasificó | No clasificó | No clasificó | No clasificó | No clasificó | No clasificó | No clasificó | No clasificó                             | 2.ª en el Campeonato Africano 1989       | 2.ª en el Campeonato Africano 1989       | 2.ª en el Campeonato Africano 1989       | 2.ª en el Campeonato Africano 1989       | 2.ª en el Campeonato Africano 1989       | 2.ª en el Campeonato Africano 1989       | 2.ª en el Campeonato Africano 1989 |
| 1993       | Fase final       | 12.ª         | 7            | 1            | 0            | 6            | 148          | 164          | Campeona del Campeonato Africano 1992    | Campeona del Campeonato Africano 1992    | Campeona del Campeonato Africano 1992    | Campeona del Campeonato Africano 1992    | Campeona del Campeonato Africano 1992    | Campeona del Campeonato Africano 1992    | Campeona del Campeonato Africano 1992    |                                    |
| 1995       | Cuartos de final | 6.ª          | 9            | 5            | 0            | 4            | 211          | 214          | 3.ª en el Campeonato Africano 1994       | 3.ª en el Campeonato Africano 1994       | 3.ª en el Campeonato Africano 1994       | 3.ª en el Campeonato Africano 1994       | 3.ª en el Campeonato Africano 1994       | 3.ª en el Campeonato Africano 1994       | 3.ª en el Campeonato Africano 1994       |                                    |
| 1997       | Cuartos de final | 6.ª          | 9            | 6            | 1            | 2            | 193          | 159          | 3.ª en el Campeonato Africano 1996       | 3.ª en el Campeonato Africano 1996       | 3.ª en el Campeonato Africano 1996       | 3.ª en el Campeonato Africano 1996       | 3.ª en el Campeonato Africano 1996       | 3.ª en el Campeonato Africano 1996       | 3.ª en el Campeonato Africano 1996       |                                    |
| 1999       | Cuartos de final | 7.ª          | 12           | 6            | 0            | 3            | 230          | 214          | Anfitriona                               | Anfitriona                               | Anfitriona                               | Anfitriona                               | Anfitriona                               | Anfitriona                               | Anfitriona                               |                                    |
| 2001       | Semifinales      | 4.ª          | 9            | 5            | 1            | 3            | 207          | 206          | Campeona del Campeonato Africano 2000    | Campeona del Campeonato Africano 2000    | Campeona del Campeonato Africano 2000    | Campeona del Campeonato Africano 2000    | Campeona del Campeonato Africano 2000    | Campeona del Campeonato Africano 2000    | Campeona del Campeonato Africano 2000    |                                    |
| 2003       | Fase final       | 15.ª         | 7            | 2            | 1            | 4            | 177          | 197          | 3.ª en el Campeonato Africano 2002       | 3.ª en el Campeonato Africano 2002       | 3.ª en el Campeonato Africano 2002       | 3.ª en el Campeonato Africano 2002       | 3.ª en el Campeonato Africano 2002       | 3.ª en el Campeonato Africano 2002       | 3.ª en el Campeonato Africano 2002       |                                    |
| 2005       | Fase final       | 14.ª         | 5            | 3            | 0            | 2            | 123          | 123          | Campeona del Campeonato Africano 2004    | Campeona del Campeonato Africano 2004    | Campeona del Campeonato Africano 2004    | Campeona del Campeonato Africano 2004    | Campeona del Campeonato Africano 2004    | Campeona del Campeonato Africano 2004    | Campeona del Campeonato Africano 2004    |                                    |
| 2007       | Copa Presidente  | 17.ª         | 6            | 2            | 0            | 4            | 168          | 173          | Subcampeona del Campeonato Africano 2006 | Subcampeona del Campeonato Africano 2006 | Subcampeona del Campeonato Africano 2006 | Subcampeona del Campeonato Africano 2006 | Subcampeona del Campeonato Africano 2006 | Subcampeona del Campeonato Africano 2006 | Subcampeona del Campeonato Africano 2006 |                                    |
| 2009       | Copa Presidente  | 14.ª         | 9            | 4            | 0            | 5            | 218          | 239          | Campeona del Campeonato Africano 2008    | Campeona del Campeonato Africano 2008    | Campeona del Campeonato Africano 2008    | Campeona del Campeonato Africano 2008    | Campeona del Campeonato Africano 2008    | Campeona del Campeonato Africano 2008    | Campeona del Campeonato Africano 2008    |                                    |
| 2011       | Copa Presidente  | 14.ª         | 7            | 2            | 0            | 5            | 172          | 193          | Subcampeona del Campeonato Africano 2010 | Subcampeona del Campeonato Africano 2010 | Subcampeona del Campeonato Africano 2010 | Subcampeona del Campeonato Africano 2010 | Subcampeona del Campeonato Africano 2010 | Subcampeona del Campeonato Africano 2010 | Subcampeona del Campeonato Africano 2010 |                                    |
| 2013       | Octavos de final | 16.ª         | 6            | 1            | 1            | 4            | 156          | 154          | 3.ª en el Campeonato Africano 2012       | 3.ª en el Campeonato Africano 2012       | 3.ª en el Campeonato Africano 2012       | 3.ª en el Campeonato Africano 2012       | 3.ª en el Campeonato Africano 2012       | 3.ª en el Campeonato Africano 2012       | 3.ª en el Campeonato Africano 2012       |                                    |
| 2015       | Octavos de final | 14.ª         | 6            | 2            | 1            | 3            | 151          | 148          | 3.ª en el Campeonato Africano 2014       | 3.ª en el Campeonato Africano 2014       | 3.ª en el Campeonato Africano 2014       | 3.ª en el Campeonato Africano 2014       | 3.ª en el Campeonato Africano 2014       | 3.ª en el Campeonato Africano 2014       | 3.ª en el Campeonato Africano 2014       |                                    |
| 2017       | Octavos de final | 13.ª         | 6            | 3            | 0            | 3            | 157          | 164          | Campeona del Campeonato Africano 2016    | Campeona del Campeonato Africano 2016    | Campeona del Campeonato Africano 2016    | Campeona del Campeonato Africano 2016    | Campeona del Campeonato Africano 2016    | Campeona del Campeonato Africano 2016    | Campeona del Campeonato Africano 2016    |                                    |
| 2019       | Fase final       | 8.ª          | 9            | 3            | 1            | 5            | 241          | 250          | Subcampeona del Campeonato Africano 2018 | Subcampeona del Campeonato Africano 2018 | Subcampeona del Campeonato Africano 2018 | Subcampeona del Campeonato Africano 2018 | Subcampeona del Campeonato Africano 2018 | Subcampeona del Campeonato Africano 2018 | Subcampeona del Campeonato Africano 2018 |                                    |
| 2021       | Cuartos de final | 6.ª          | 7            | 4            | 2            | 1            | 219          | 254          | Anfitriona                               | Anfitriona                               | Anfitriona                               | Anfitriona                               | Anfitriona                               | Anfitriona                               | Anfitriona                               |                                    |
| Total      | 16/27            | 13ª          | 114          | 49           | 8            | 57           | 2799         | 2910         |                                          |                                          |                                          |                                          |                                          |                                          |                                          |                                    |

1. ↑  Egipto participó con el nombre de República Árabe Unida.
2. ↑  Senegal no disputó la final y Egipto se clasificó.

### Campeonatos de África
- 1974 - No participó
- 1976 - No participó
- 1979 -  Subcampeon
- 1981 - 4.ª plaza
- 1983 - 4.ª plaza
- 1985 - 4.ª plaza
- 1987 -  Subcampeón
- 1989 -  Subcampeon
- 1991 -  Campeón
- 1992 -  Campeon
- 1994 -  Tercero
- 1996 -  Tercera
- 1998 -  Tercera
- 2000 -  Campeona
- 2002 -  Tercera
- 2004 -  Campeona
- 2006 -  Subcampeona
- 2008 -  Campeona
- 2010 -  Subcampeona
- 2012 -  Tercer
- 2014 -  Tercera
- 2016 -  Campeona
- 2018 -  Subcampeona
- 2020 -  Campeona
- 2022 -  Campeona